# Last Duel
Last Duel is een computerspel dat werd ontwikkeld en uitgegeven door Capcom. Het spel is een shoot 'em up en kwam in 1988 uit. Naast arcadespel volgde ook ports voor diverse homecomputers. Op de planeet Bacula heeft de Galden Tribe de macht overgenomen. Ze proberen nu ook Mu over te nemen door midden van een invasie en het kidnappen van Queen Sheets. De spelers moet de bewoners van Mu helpen door elke Galden die hij tegenkomt te vernietigen. Het spel is een horizontaal scrollend schietspel van zes levels waarbij het speelveld van bovenaf getoond wordt.

## Releases
| Jaar | Platform                           |
| ---- | ---------------------------------- |
| 1988 | Arcade, C64, Amiga                 |
| 1989 | ZX Spectrum, Amstrad CPC, Atari ST |

Verder maakte het spel onderdeel uit van de volgende compilatiespellen:
- Sony PlayStation 2 (2006, "Capcom Classics Collection, Volume 2")
- Microsoft XBOX (2006, "Capcom Classics Collection, Volume 2")
- Sony PSP (2006, "Capcom Classics Collection Remixed")

## Ontvangst
| Beoordeeld door | Platform     | Datum      | Score |
| --------------- | ------------ | ---------- | ----- |
| Atari ST User   | Atari ST     | maart 1989 | 80%   |
| Your Sinclair   | ZX Spectrum  | maart 1989 | 60%   |
| Power Play      | Commodore 64 | april 1989 | 49%   |
| Power Play      | Amiga        | maart 1989 | 46%   |